# Charles A. Stickney Company
Charles A. Stickney Company war ein US-amerikanischer Hersteller von Automobilen.

## Unternehmensgeschichte
Das Unternehmen wurde 1899 in Saint Paul in Minnesota gegründet. Es stellte Stationärmotoren her. 1914 entstanden außerdem Automobile. Der Markenname lautete Stickney. 1915 wurde das Unternehmen aufgelöst.

## Fahrzeuge
Das einzige Modell wurde Motorette genannt. Es wurde zwar als Cyclecar bezeichnet, allerdings erfüllte es die Kriterien nicht. Ein selbst hergestellter Vierzylindermotor mit Wasserkühlung trieb die Fahrzeuge an. 69,85 mm Bohrung und 127 mm Hub ergaben 1947 cm³ Hubraum. Damit wurde das Hubraumlimit für Cyclecars von 1100 cm³ deutlich überschritten. Der Motor war mit 12/15 PS angegeben. Er trieb über ein Friktionsgetriebe und zwei Ketten die Hinterachse an. Das Fahrgestell hatte 305 cm Radstand und 102 cm Spurweite. Ein Roadster mit zwei Sitzen hintereinander, der vom hinteren Sitz aus gelenkt wurde, kostete 395 US-Dollar. Daneben gab es eine Ausführung als leichtes Nutzfahrzeug für 410 Dollar.